# Gerhard Vieth

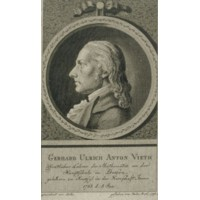
Gerhard Ulrich Anton Vieth (1796); Kupferstich von J.S.L. Halle

Gerhard Ulrich Anton Vieth (* 8. Januar 1763 in Hooksiel (Herrschaft Jever); † 12. Januar 1836 in Dessau) war ein deutscher Lehrer und Turnpädagoge. Er setzte von der Aufklärung geprägte didaktische Reformen durch und arbeitete vor allem für die Anerkennung einer neuen Körpererziehung.

## Leben

### Zusammenfassung
Der Sohn eines Juristen und Amtmannes besuchte zwischen 1777 und 1781 die Provinzialschule (heute Mariengymnasium) in Jever, anschließend studierte er von 1781 bis 1786 Rechtswissenschaft, Staatswissenschaft, Kameralistik, Mathematik und Physik an der Georg-August-Universität Göttingen und der Universität Leipzig. Unterbrochen wurde das Studium durch eine Hofmeister-Tätigkeit zunächst in Zerbst, später in Leipzig. Nach einer kurzen Tätigkeit als Advokat wurde er im August 1786 an die Hochfürstliche Hauptschule in Dessau berufen, wo er anfangs in allen Fächern unterrichtete. 1799 wurde er Direktor der Schule, ein Jahr darauf Professor für Mathematik, 1819 Schulrat. Zu den Lehrern der benachbarten, europaweit bekannten Dessauer Reformschule Philanthropinum, die 1793 als gescheitert galt und aufgelöst wurde, hielt er zeit seines Lebens – teilweise schon seit 1783 – Kontakt.
1793 heiratete Vieth sein ehemaliges Dienstmädchen Henriette Dorothee Beibler. Aus der Verbindung gingen elf Kinder hervor.

### Kindheit und Jugend
Gerhard August Anton Vieth wurde am 8. Januar 1763 in Hooksiel in der Herrschaft Jever im Oldenburgischen geboren.
Der Vater Julius Eberhard Vieth hatte in der Herrschaft Jever eine Anstellung als Amtmann bekommen, später arbeitete er zusätzlich als Deichinspektor, um den Unterhalt für seine achtköpfige Familie zu verdienen.
Noch im selben Jahr der Anstellung ehelichte Julius Vieth Katharina Auguste Gerdes, die einzige Tochter des Oberpredigers aus Waddewarden. Die junge Frau gebar insgesamt elf Kinder, wovon Gerhard Ulrich Anton das erste war, das überlebte. Ihm folgten zwei Brüder und drei Schwestern.
Die Mutter kümmerte sich zeit ihres Lebens hingebungsvoll um das Wohlergehen ihres ältesten Sohnes. In einem Brief an ihn berichtete sie, wie gerührt sie und sein Vater bei seiner Geburt waren und wie sie ihn während eines „bösen Ausschlags“ zu Hause wieder gesund pflegte. Sie scheint stets die liebevolle Vermittlerin zwischen Vater und Sohn gewesen zu sein. Dies geht aus diversen Briefen hervor, zum Beispiel als es um Gerhards Verlobte geht: „Wie du es dir merken ließest, sie zu heiraten, habe ich (…) heftig mit ihm darüber gestritten, er möchte seine Einwilligung geben [...].“
Bevor er im Alter von 14 Jahren die Gelehrtenschule besuchte, erhielt er bereits Unterricht von einem Hauslehrer. In den Fächern Italienisch und Französisch unterrichtete ihn sein Vater, außerdem entdeckte Gerhard seine Liebe zur Mathematik unter dessen früher Anleitung. Seine Freizeit verbrachte er in der Natur bei Wanderungen oder im elterlichen Garten. Auch seine Musikalität wurde von seinen engagierten Eltern gefördert. Der Vater lehrte ihn erste Stücke auf der Violine, zusätzlich bekam er Unterrichtsstunden bei einem tauben Zimmermann aus Sengwarden.
Im Jahre 1777 besuchte Gerhard vier Jahre die Gelehrten- und Provinzialschule (heute Mariengymnasium) in Jever. Die Hauptunterrichtsfächer waren Latein und Griechisch. Da der Mathematikunterricht wohl nicht ausreichend war, bezahlte der Vater ihm zusätzlich Privatunterricht. Insgesamt schien es dem liebevoll erzogenen Gerhard schwer zu fallen, sich an die vorherrschenden erzieherischen Methoden zu gewöhnen. Er beschwerte sich bei seinen Eltern über die unerträgliche Behandlung, einmal floh er deshalb sogar zu seinen Eltern. Daraufhin schrieb die Mutter dem elfjährigen Gerhard, er solle seine „Geschäfte mit mehr Achtsamkeit betreiben“, da er schon genug „Unruhe“ in die Familie gebracht habe.
Später bezeichnete Gerhard Vieth seine Schule als „verdorben“.

### Studienjahre
Der Vater wählte die Georgia Augusta Universität in Göttingen für das Studium seines ältesten Sohnes aus. Die Universität war zu diesem Zeitpunkt noch sehr jung und zeichnete sich durch ihre Lehr- und Zensurfreiheit aus, die sie ihren Lehrenden zugestand sowie die freie Religionsausübung für Reformierte und Katholiken. Sie galt als elitär und besonders vornehm, und wurde vorwiegend vom Adel besucht; dies machte sie umso anziehender für die jungen Männer des aufstrebenden Bürgertums. Auch der Vater selbst hatte dreißig Jahre zuvor dort Rechtswissenschaft, Mathematik und Feldmesskunst studiert, nun konnte er seinem Sohn beim Aufbau seines Stundenplanes und der Wahl der Kollegs behilflich sein.
Im Frühjahr 1781 machte sich Gerhard per Postkutsche auf die lange Reise nach Göttingen. Der Abschied von seiner Familie und seiner Heimat fiel ihm schwer, in seinen Briefen sprach er später oft von Heimweh und davon, wie sehr er seine geliebten Eltern vermisste.
Während seines Studiums in Göttingen war Gerhard immer wieder in großer Geldnot. Er bewegte sich im Kreise von Professoren und Adligen und war so gezwungen, auch seine Kleidung und seine Freizeitaktivitäten dementsprechend zu gestalten. Um sein gesellschaftliches Ansehen zu steigern und sich später besser mit Quellen auseinandersetzen zu können, lernte er fleißig Englisch und Französisch in den Abendstunden. Doch der aufwändige Lebensstil der adligen Gesellschaft überstieg das Budget, das ihm seine Eltern zur Verfügung stellen konnten. Zwar mussten Studenten von Adel für Reit- und für Fechtstunden die doppelte Gebühr von bürgerlichen Studenten zahlen, aber die allgemeinen Lebenshaltungskosten waren dennoch sehr hoch.
Im Frühjahr 1782 fragte ein Regierungsbeamter aus dem Adelsgeschlecht der von Nostitz aus dem Jeverland bei Gerhard an, ob dieser seinen Sohn als Hofmeister an die Universität in Leipzig begleiten wollte. Gerhard war hin- und hergerissen; auf der einen Seite schmeichelte ihm das Angebot, und auch die Aussicht, nach Leipzig zu kommen, reizte ihn, andererseits sah er sich noch nicht im Stande, zu unterrichten, da seiner Meinung nach seine Kenntnisse zu einseitig und nicht weitreichend genug waren. Die Eltern rieten ihm zu diesem Schritt, seine Mutter schrieb: „Dein Auftrag ist wichtig für dich, deine Eltern und deine Geschwister“. Schließlich entschied sich Gerhard, letztlich auch in Hinsicht auf das erste selbst verdiente Geld, für die Anstellung.
Er lebte eine Zeit lang auf einem Gut der Familie von Nostitz in Zerbst, wo er den Sohn der Familie, der zuvor das Philanthropin in Dessau besucht hatte, auf dessen Zeit in Leipzig vorbereiten sollte.
Am 29. September 1782 besuchte er auf der Durchreise nach Leipzig erstmals selbst das Philanthropin in Dessau. Während seiner Zeit in Leipzig studierte Vieth Jura, Kameralwissenschaften, Mathematik und Physik, sportlich betätigte er sich im Voltigieren, Fechten und Schlittschuhlaufen. Voltigieren, als Vorform des Gerätturnens, gehörte damals zum Fechten, da es mit den verschiedenartigen Sprüngen über Hindernisse verbunden war.
Doch das Angebot der Universität, das zu dieser Zeit weniger auf Forschung ausgelegt war, wie Vieth es aus Göttingen kannte, schien ihn weniger zu locken als die Vorzüge des gesellschaftlichen Lebens in adligen Kreisen. Regelmäßig besuchte er mit seinem Schüler Gewandhauskonzerte, die Oper und Theatervorführungen, um dem noch unbeholfen erscheinenden jungen Mann das Verhalten in den entsprechenden Kreisen näher zu bringen.
Während dieser Zeit stieg seine Schuldenlast immer weiter, da die Investitionen für Kleidung und Unterkunft sowie die verschiedenen gesellschaftlichen Unternehmungen sein Hofmeistergehalt weit überstiegen und auch das Geld, das ihm seine Eltern regelmäßig schickten, wiederum nicht ausreichte. Zusätzlich musste Vieth Kredite aufnehmen; in einem Brief an seinen Vater berichtete er über die frühzeitige Rückzahlung der Hälfte einer geliehenen Summe.
Doch Vieth bemerkte zunehmend, dass in diesen Kreisen nur das Geld und die daraus resultierende Macht zählten. Er war regelrecht angewidert von der Oberflächlichkeit jener gesellschaftlichen Schicht. Diese grundlegende Einstellung bemängelte er auch in einer Charakterstudie, die er an seinem Zögling vornahm. Vieth meinte, er hätte bei ihm nichts ausrichten können, da dieser nichts angenommen habe, wohl aus dem Grund, da sein Vermögen groß genug wäre, um ungeniert durch die Welt zu kommen.
Im Juli 1784 kündigte der Geheimrat von Nostitz seinem Hofmeister zu Ostern 1785. Für Vieth war es auf der einen Seite eine Entlastung, da seine Arbeit keine Früchte zu tragen schien, andererseits waren jedoch auch Zukunftspläne, die ein weiteres Studienjahr in Göttingen vorsahen, hinfällig, da er von seinen Eltern keine weiteren finanziellen Aufwendungen erwarten konnte. Damit gingen seine Studienjahre ohne Examen zu Ende und er musste aus der Geldnot heraus zunächst in sein Elternhaus zurückkehren.

### Jahre als Lehrer und Schuldirektor
Im August 1785 ließ er sich in die Reihe der Advokaten der Stadt Jever aufnehmen. Seine Tätigkeit schien für ihn jedoch eher unbefriedigend zu sein und auch das Wohnen im Hause der Eltern war keine Lösung auf Dauer.
Also bewarb sich Vieth um eine Stelle als Lehrer am Philanthropin in Dessau. Da dort jedoch keine Stelle frei war, bot ihm Carl Gottfried Neuendorf, der damalige Direktor der Hauptschule in Dessau, eine Stelle als Lehrer für Mathematik, Französisch und Zeichnen an.
Anhalt-Dessau war zu diesem Zeitpunkt das einzige Land in Deutschland, das länger als ein Jahrzehnt ein staatlich-pädagogisch gelenktes Schulsystem besaß, in dem der klerikale Einfluss stark zurückgedrängt war. Der Dessauer Fürst Leopold III. Friedrich Franz hatte die Vorzüge der neuen philanthropischen Erziehung für sein Fürstentum erkannt.
Am 7. August 1786 begann Vieth seine Arbeit an der Hauptschule, vor allem da er ein schlechtes Gewissen seinen Eltern gegenüber hatte, die ihn trotz vierjährigen Studiums immer noch finanziell unterstützen mussten. Er glaubte, das Angebot über 300 Taler nicht ausschlagen zu dürfen. Sein Heimweh quälte ihn jedoch sehr und Neuendorf berichtete dem Vater, dass sich „der Sohn sehr unglücklich fühle und nur mit halber Seele in Dessau sei.“
Im Laufe der Zeit erkannte er jedoch, dass seine Schüler ihm vertrauten und berichtete stolz von seinen pädagogischen Erfolgen.
Nach einem langjährigen Verhältnis mit Henriette Dorothee Beibler, der Tochter des Schuldieners, bat Gerhard den Fürsten um die Erlaubnis zur Eheschließung sowie um eine Hausheirat, da das Mädchen bereits mit der gemeinsamen Tochter schwanger war. Die Eltern waren zunächst gegen diese Verbindung, da seine Auserwählte als Dienstmädchen angestellt war und nicht Gerhards Stand entsprach. Doch Gerhard war von Henriettes Herzensgüte und ihrem natürlichen, gesunden Menschenverstand überzeugt. Er sah in ihr eine Freundin fürs Leben sowie eine gute Mutter und Haushälterin. Aus der langen und glücklichen Ehe gingen elf Kinder hervor.
Die karge Besoldung, die bürgerliche Beamte erhielten, reichte kaum aus, um die Familie zu ernähren, so musste Vieth den Fürsten regelmäßig um Geld bitten. Die Abhängigkeit von fürstlichen Gnaden, die Gerhard schon aus seinem Elternhaus kannte, traf nun auch seine Familie.
Vieth veröffentlichte neben seiner Arbeit in der Schule mathematische Abhandlungen in Fachzeitschriften, Mathematikbücher und 1794 den ersten Teil seiner Enzyklopädie Versuch einer Encyklopädie der Leibesübungen. Der zweite Teil erschien im darauffolgenden Jahre 1795 und der dritte 1818. Dadurch erlangte er auch über die Grenzen Dessaus hinaus Anerkennung. Er stellte sich damit auch bewusst in die Tradition der französischen Enzyklopädisten, deren Arbeiten zum sport jedoch vor allem Feste, Reiten und Fechten beinhalteten.
Die fortwährende harte Arbeit sorgte jedoch auch dafür, dass seine Eltern weder ihre Schwiegertochter noch ihre Enkelkinder kennenlernten.
Im Jahr 1799 starb Neuendorf und Vieth wurde sein Nachfolger, zunächst als Rektor der Hauptschule; zudem übernahm er die Inspektion eines Teils der anderen Schulen des Fürstentums. Während seiner Amtszeit wurden ihm jedoch Befugnisse, die Neuendorf noch gehabt hatte, entzogen und er und sein Amt wurden wieder unter die Aufsicht des Konsistoriums gestellt.
Durch den Tod Neuendorfs klaffte eine große Lücke, darin sahen die klerikalen Reformgegner ihre Chance, die philanthropistischen Schulreformen rückgängig zu machen und die alten Verhältnisse wiederherzustellen. Vieth musste sich mit feindseligen Anschuldigungen herumschlagen, seine Entscheidungen und Vorschläge wurden prinzipiell angezweifelt oder sogar abgelehnt. Als er vorschlug, das Lesebuch Der Kinderfreund von Friedrich Eberhard von Rochow neu aufzulegen, richtete der konservative Konsistorialrat und Superintendant Simon Ludwig Eberhard de Marées, der als Inspektor für Vieths Prima berufen war, einen Gegenvorschlag an den Fürsten. Er empfahl, den Kinderfreund als Unterrichtsmaterial abzuschaffen und stattdessen die „ehemals üblichen Evangelien und Epistelbücher wieder einzuführen […], dies wäre der Wunsch vieler Landsleute und die Einsicht der größeren Kinder selbst.“
Vieths Rechte wurden im Laufe der Zeit immer weiter eingeschränkt. Um seine Stellung zu stärken und um seine Leistungen anzuerkennen, ernannte ihn Fürst Franz im Jahr 1800 zum Professor der Mathematik.
Während seiner Amtszeit wurden seine Geldsorgen jedoch nicht geringer, da er nun auch für die Ausbildung und Versorgung seiner Kinder aufkommen musste. Der Fürst gewährte auf Bittgesuche hin immer wieder Teilbeträge für die Ausbildung der Kinder und das allgemeine Auskommen der Familie. So ging es nicht nur Vieth, sondern auch den meisten Lehrern im Land. Dadurch konnte sich der Fürst ihrer untertänigen Loyalität sicher sein.
Auch wenn der philanthropische und reformerische Charakter der Hauptschule nach dem Ableben von Neuendorf nicht mehr so stark verfolgt werden konnte, gab sich Vieth doch Mühe, seine Amtsgeschäfte im Sinne von Neuendorf weiterzuführen. Er behielt Neuendorfs Unterrichtsplan weitestgehend bei. Auf Grund der stark anwachsenden Schülerzahl, was zum einen an der Qualität der Schule gelegen haben könnte, zum anderen aber auch daran, dass Studenten von der Militärpflicht befreit wurden, führte Vieth am 18. Februar 1816 die Reifeprüfung ein.
Nach dem Tod des Fürsten Franz 1817 stand dem Konsistorium nichts mehr im Wege, die Schule nach ihren Vorstellungen umzuwandeln. Sie wollten eine Trennung zwischen Bürger- und Gelehrtenschule, um wieder einen Klassencharakter für den Adel und das höhere Bürgertum herzustellen. Vieth war mit dieser Umstrukturierung nicht einverstanden. Aus diesem Grunde musste das Konsistorium eine andere Stelle für Vieth finden. Sie beantragten seine Ernennung zum Schulrat und zum Mitglied des neu eingerichteten Ephorates. Jener Rat bestand aus drei Mitgliedern und hatte lediglich eine beratende Funktion für schulinterne Entscheidungen. Der Fürst stimmte dem zu und der höhere Rang brachte Vieth eine jährliche Gehaltszulage von 50 Talern. Er verlor damit seinen unmittelbaren Einfluss auf den Schulalltag. Sein Lehramt als Professor der Mathematik behielt er jedoch bei.
Anlässlich der 50-Jahr-Feier der Hauptschule am 5. und 6. Oktober 1835 trat Vieth ein letztes Mal öffentlich auf, um die große Schulrede zu halten. Am 12. Januar starb er nach langer Krankheit.

## Der Pädagoge
Vieth galt als Aufklärer, aufgewachsen in einem religiösen Elternhaus war er früh mit den Auswirkungen der feudal-absolutistischen Willkürherrschaft in seiner Heimat konfrontiert. Der Vater arbeitete hart und fleißig im Staatsdienst und bekam oft für mehrere Jahre kein Gehalt. Die Eltern opferten ihren eigenen Wohlstand, um dem ältesten Sohn eine gute Ausbildung zu finanzieren. Daraus resultierte wohl auch seine Einstellung, dass Menschen jeder Klasse eine gute Bildung zusteht:
„Für diese Menschenklasse, und es ist doch die beträchtlichste, müßte auf Schulen gesorgt werden, und es wäre eine sehr wesentliche und notwendige Verbesserung, wenn dies geschähe.“
In Göttingen wurde Vieth mit wahren Freigeistern bekannt. In seinen Briefen schwärmte er dem Vater von der Gelehrtheit und Klugheit seiner Professoren vor. Besonders beeindruckte ihn der Mathematiker Professor Kästner, der sich liebenswürdig seiner Studenten annahm und nicht arrogant auf sie hinab schaute, wie Vieth es aus seiner Schulzeit kannte. Bei Feder, Professor der Philosophie kam er erstmals mit erzieherischen Abhandlungen in Berührung. Feder, der sich ausgiebig mit Rousseaus Emil beschäftigte und eine Abhandlung über die pädagogische Praxis veröffentlicht hatte, plädierte in seinem Werk dafür, Kinder nicht auf Kosten ihrer Gesundheit zu frühreifen Gelehrten auszubilden, sondern diese durch tägliche Übung von Körper und Geist ganzheitlich zu erziehen.
Diesen Grundsatz versuchte Vieth auch im zweiten Teil seiner Encyklopädie zu vermitteln.
In einem Kommentar, in dem er bedauerte, dass Preußen den Vertrieb der Jenaischen Allgemeinen Literaturzeitung und anderer Aufklärungsliteratur verboten hatte, wurde deutlich, wie sehr er die geistige Freiheit zu schätzen wusste. In seiner großen Schulrede 1835 zitierte er Rousseaus berühmte Worte über den Zusammenhang von Körper und Geist, deren wechselseitige Übungen der Erholung dienen.
Als Lehrer erbat er beim Fürsten, Friedrich Eberhard von Rochows Kinderfreund neu auflegen zu lassen.
Sein Vorschlag, das Lesebuch von Friedrich Philipp Wilmsen, eine Enzyklopädie gemeinnütziger Kenntnisse, als Lektüre für die Schüler einzuführen, war erfolgreich.
Die aufklärerischen Erziehungsmethoden des Philanthropinums übernahm Vieth auch für seine eigene Schule. In seiner Zeit als Lehrer und Direktor der Hauptschule in Dessau vertrat er die Ansicht, dass Gewalt kein Mittel sei, um Schüler für ungezogenes Verhalten zu bestrafen, vielmehr müsse man sie durch eine sinnvolle Beschäftigung von Körper und Geist von jenen Dummheiten abhalten.
Noch in einem 1826 veröffentlichten Artikel im Allgemeinen Anzeiger der Deutschen verteidigte er die Musterschule gegen ihre zahlreichen Kritiker mit den Worten:
„War denn die Zucht im Philanthropin schlaff und matt? War denn die Methode eine Spielmethode? Heißt es eine matte und schlaffe Zucht, wenn man Jugendvergehungen nicht gleich mit Ruhte, Stock und Carcer bestraft, sondern sie durch Aufsicht verhüthet, und wenn sie geschehen, den Schuldigen durch Vorstellungen zur Reue bringt? – Heißt es matte und schlaffe Zucht, wenn man junge Leute mit Liebe, wie der Vater seine Kinder, behandelt, wenn man, ohne sich selbst etwas zu vergeben, im Tone der gesitteten Welt mit ihnen spricht und in den jungen Menschen den jungen Menschen ehrt? Wohl! so bekenne ich mich zu dieser matten und schlaffen Zucht […].“
Die Hauptschule in Dessau nannte er „die erste öffentliche höhere Lehranstalt, in welcher der Philanthropismus zur Wirklichkeit gelangte“.
Der Lehrer solle seinen Schülern mit Respekt gegenübertreten und wie ein zweiter Vater für sie sein. Das Vertrauen seiner Schüler müsse er sich erst erwerben, er sollte seine Schüler stets mit „Ernst und Güte“ behandeln. Die Schule solle den „eigenen Fleiß“ und das „eigene Denken“ der Schüler fördern. Außerdem bestand Vieth darauf, dass das Verhältnis zwischen der Schule und den Eltern sehr eng sein sollte, da man schließlich an einem Strang zöge.
Auch Neuendorf war ein Gegner der Strafe; er hatte die Schule mit großer Zielstrebigkeit geleitet und immer an das Gute im Menschen geglaubt. So musste er für Vieth auch ein Vorbild gewesen sein, da dieser nach dem Tode Neuendorfs versuchte, die Schule in seinem Sinne weiterzuführen.
Vieth selbst sah seine Leistungen darin, dass die pedantische Schulzucht einer humanen Behandlung gewichen sei und die Fächer Mathematik, Physik, aber auch Musik und Gymnastik während seiner Amtszeit größere Beachtung gefunden hatten; dies erklärte er in seiner großen Schulrede.
Auf dem Gebiet der Fremdsprachenpädagogik, deren oberstes Gebot nach Vieth die Anschaulichkeit zu sein hätte, erzielte er große Fortschritte. Englisch und Italienisch wurden auf seine Initiative hin selbständige Fächer an der Hauptschule.

## Werk und Leistungen
Vieth ist heute vor allem bekannt dafür, dass er für die allgemeine Förderung der sogenannten Leibesübungen eintrat, die er als erster wissenschaftlich-systematisch beschrieb. Neben Johann Christoph Guts Muths und Friedrich Ludwig Jahn wird er zu den Turnvätern in Deutschland gezählt. Er erkannte früh den Nutzen von angeleiteten, regelmäßigen Bewegungsabläufen, da sie seiner Meinung nach den gesundheitlichen Zustand eines Menschen verbessern sowie dessen Körper, Muskulatur und Selbstbewusstsein stärken konnten. Eine weitere Funktion der Leibesübungen erblickte er in der „Verhütung des Missbrauchs des Geschlechtstriebes“. Er klagte darüber, dass an den Lehranstalten „nur der Geist“ regieren durfte und riet zur Einrichtung von Sportanlagen an öffentlichen Schulen, in Stadien, Schwimmbädern und Reithallen, wo nach seinen Vorstellungen auch das Voltigieren, Fechten und Tanzen praktiziert werden sollte.
Vieth gehörte zu den ersten Pädagogen, die ansatzweise eine Methodik des Sportunterrichts vorlegten. Bei den vorzugsweise in der freien Natur zu absolvierenden Übungen sollten Variation und Abwechslung im Vordergrund stehen. Zu beachten war stets der Belastungsrhythmus, mit Rücksichtnahme auf Alter, Kondition, Körperbau, Kraft und Temperament des jeweiligen Sportlers. Auch die Unfallverhütung zog er in seine Überlegungen ein. Großen Wert legte Vieth – wie später der deutlich von ihm beeinflusste Friedrich Ludwig Jahn – auf Disziplin und militärische Ordnung.
Neben seinen turnpädagogischen Werken veröffentlichte er Lehrbücher über Arithmetik, Geometrie und Physik sowie eine Einführung in die Astronomie für junge Leser.

### Zentrales Werk
Als bekanntestes und herausragendes Werk Vieths gilt die dreibändige Reihe Versuch einer Encyklopädie der Leibesübungen.

#### Band 1
Der erste Teil trägt den Titel Beiträge zur Geschichte der Leibesübungen. Er beinhaltet eine Sammlung von historischen Quellen und Reiseberichten, die Aufschluss über die Leibesübungen fremder oder auch längst ausgestorbener Volksgruppen geben. Vieth verfasste mit diesem Band als erster eine kulturhistorische Abhandlung der Körperübungen.
In der Einleitung schreibt Vieth über die Natürlichkeit der Leibesübungen:
„Leibesübungen wurden ohne Zweifel schon in den ältesten Zeiten getrieben; dieses liegt in der Natur der Sache. […] Schon das Kind strebt, seine kleine Kraft geltend zu machen. […] Knaben sich selbst überlassen, […] machen im Kleinen alles was den Sieger zu Olympia zum Halbgott erhob.“

#### Band 2
Der zweite Teil erschien 1795 unter dem Titel System der Leibesübungen. Er beinhaltet detailliert beschriebene Anleitungen zu den verschiedensten Körperübungen und deren korrekter Durchführung. Gegliedert ist der zweite Band durch die Unterteilung in „passive“ und „aktive Übungen“. Unter „passiven Übungen“ versteht Vieth Tätigkeiten wie: sitzen, liegen, baden, reiben oder tragen. Die „aktiven Übungen“ unterteilt er nochmals in die Gattung der „Übungen der Sinne“  und die „Übungen der Glieder“.
Er beschäftigt sich ausgiebig mit der Gesundheit von allen Altersklassen, vom korrekten Schaukeln des Babys bis zum richtigen Liegen von erkrankten Erwachsenen.
Im Verlauf seiner Encyklopädie kommt Vieth immer wieder auf die „Abhärtung“ des menschlichen und vor allem des jugendlichen Körpers zu sprechen. In einem eigenen Abschnitt beschreibt er zum Beispiel das Problem der Weichlichkeit: „Die warmen Bäder sind […] eine Einrichtung des Luxus und der Weichlichkeit“.
Der Naturmensch hingegen sei nicht verweichlicht. Die Einfachheit mit der dieser lebt sei somit ein Mittel gegen Trägheit, Weichlichkeit und Wollust. Beispielsweise schreibt er über das Liegen:
„Da das Liegen eine so bequeme Sache ist, so ist es nicht zu verwundern, daß unter verfeinerten und verweichlichten menschen so viel Veranstaltungen dazu getroffen sind. […] Dem gemeinen Arbeiter ist seine armselige Streu ein erquickenderes Lager, als dem Sybariten seine Rosenblätter […].“
„Ein härteres nicht so erwärmendes Lager, […] würde dem Körper des Jünglings die nöthige Ruhe verschaffen, […] ohne Trägheit, Weichlichkeit und Wollust zu befördern.“
Seine Abhandlung ist dabei so ausführlich, dass er sich sogar mit der Frage beschäftigt, ob man sich beim Baden ins Wasser stürzen solle, oder lieber hinein gehen, ob kaltes oder warmes Wasser zu bevorzugen sei, ob mit den Füßen oder dem Kopf zuerst und wie lange man dann baden sollte.
Auch mit dem Thema Körperhygiene setzt sich Vieth in seiner Abhandlung nicht außer Acht:
Mit dem Zitat „Unser Körper dünstet beständig aus, […] die Oberfläche der Haut bedarf also schon deswegen einer oft wiederholten Reinigung.“ beklagt Vieth, dass den Deutschen die Reinlichkeit abhandengekommen sei und nun erst seit kurzem „dank einsichtsvollen Ärzten die heilsame Gewohnheit wieder in Aufnahme“ gebracht werden konnte.
„Badehäuser gibt es in Deutschland zwar nicht sehr viele, […], ihre allgemeine Einführung wäre sehr zu wünschen.“

#### Band 3
Der dritte Teil beinhaltet lediglich Ergänzungen zu den bereits erschienenen Teilen. Er erscheint 1818 und schließt so die Trilogie ab.

#### Rezeption
Anerkennung erhielt Vieth vor allem für die Ausführlichkeit seines Werkes und die unterhaltsame Art und Weise, in der er es formuliert hat.
Neuendorf lobte die Vollständigkeit bei Vieth, der im Gegensatz zu Gutsmuths nicht nur aus seiner persönlichen Praxis berichte:
„Vieth aber beschreibt um der wissenschaftlichen Vollständigkeit willen auf 47 Seiten auch die sogenannten ‚passiven Übungen‘ […].“ Vieths Encyklopädie enthalte außerdem „eine ausgezeichnete Abhandlung über das Voltigieren, […] [er] beschreibt mit entzückender Anschaulichkeit […].“
Auch Friedrich Ludwig Jahn wusste um die Verdienste von Vieth zu berichten: „Dankbar denken wir noch an unsere Vorarbeiter Vieth und Gutsmuths.“

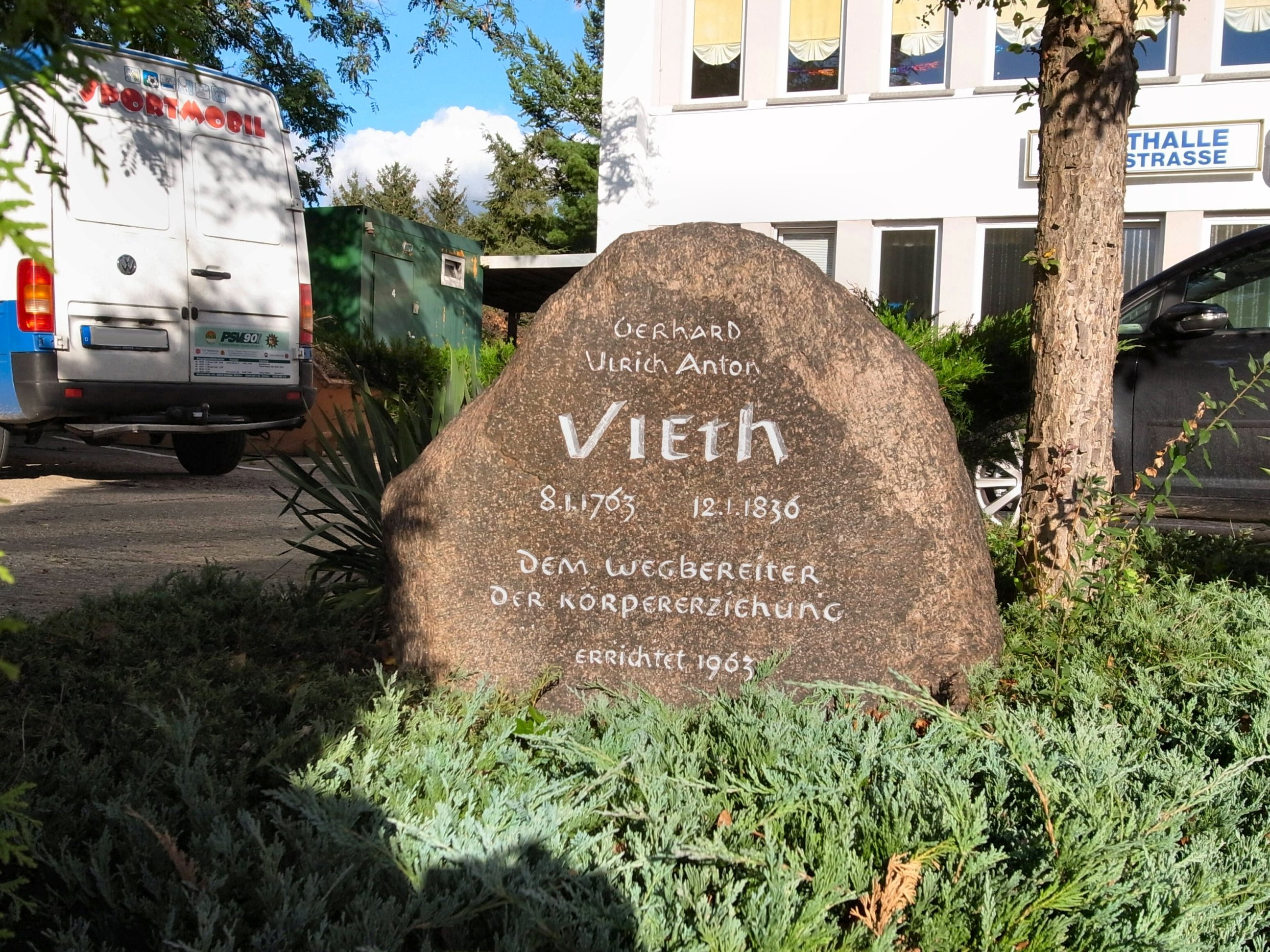
Gerhard Vieth Gedenkstein am PSV 90 Dessau-Anhalt e.V.

Gedenktafel in Hooksiel

## Nachleben
Der Oldenburger Turngau ließ 1880 an Vieths Geburtshaus in Hooksiel eine Gedenktafel anbringen. Das Haus brannte 1929 ab, die Tafel konnte jedoch geborgen werden. In seinem Geburtsort und in seinem Wirkungsort Dessau sind Straßen nach Vieth benannt.
Für seine Verdienste um den Sport wurde Vieth 1988 in die Ehrengalerie des Niedersächsischen Instituts für Sportgeschichte aufgenommen.
Seit 1995 organisiert der Turnkreis Anhalt / PSV 90 Dessau-Anhalt e.V. das jährliche Vieth-Gedenkturnen.

### Primärliteratur
- Gerhard Ulrich Anton Vieth: Versuch einer Encyklopädie der Leibesübungen. 3 Bde., Berlin 1794, 1795, 1818.

### Sekundärliteratur
- Friedrich Ludwig Jahn, Ernest Wilhelm Bernhard Eiselen: Die deutsche Turnkunst zur Einrichtung der Turnplätze dargestellt. Berlin 1816.
- Gustav Krüger: Zur Erinnerung an Gerhard Ulrich Anton Vieth. Dessau 1885.
- Gerhard Lukas: Gerhard Ulrich Anton Vieth. Sein Leben und Werk. Berlin [DDR] 1964.
- Edmund Neuendorf: Geschichte der neueren deutschen Leibesübung vom Beginn des 18. Jahrhunderts bis zur Gegenwart. Band 1, Dresden 1932.
- Karl Peters: G.U.A. Vieth. Der Werdegang eines Jeverländers zum bedeutenden Schulmann und Turnpädagogen. Jever 1962.
- Carl Euler: Vieth, Gerhard Ulrich Anton. In: Allgemeine Deutsche Biographie (ADB). Band 39, Duncker & Humblot, Leipzig 1895, S. 682–684.